# Saint-Léger-des-Aubées
Saint-Léger-des-Aubées település Franciaországban, Eure-et-Loir megyében. Lakosainak száma 257 fő (2022. január 1.). Saint-Léger-des-Aubées Voise és Roinville községekkel határos.

## Népesség
A település népessége az elmúlt években az alábbi módon változott:
| Lakosok száma | 205  | 232  | 242  | 245  | 263  | 273  | 266  | 264  | 266  | 257  |
|               | 1968 | 1982 | 1990 | 2006 | 2013 | 2015 | 2017 | 2019 | 2020 | 2022 |